# Anisodes pauper
Anisodes pauper là một loài bướm đêm trong họ Geometridae.